# Doge Antonio Grimani in adorazione davanti alla Fede

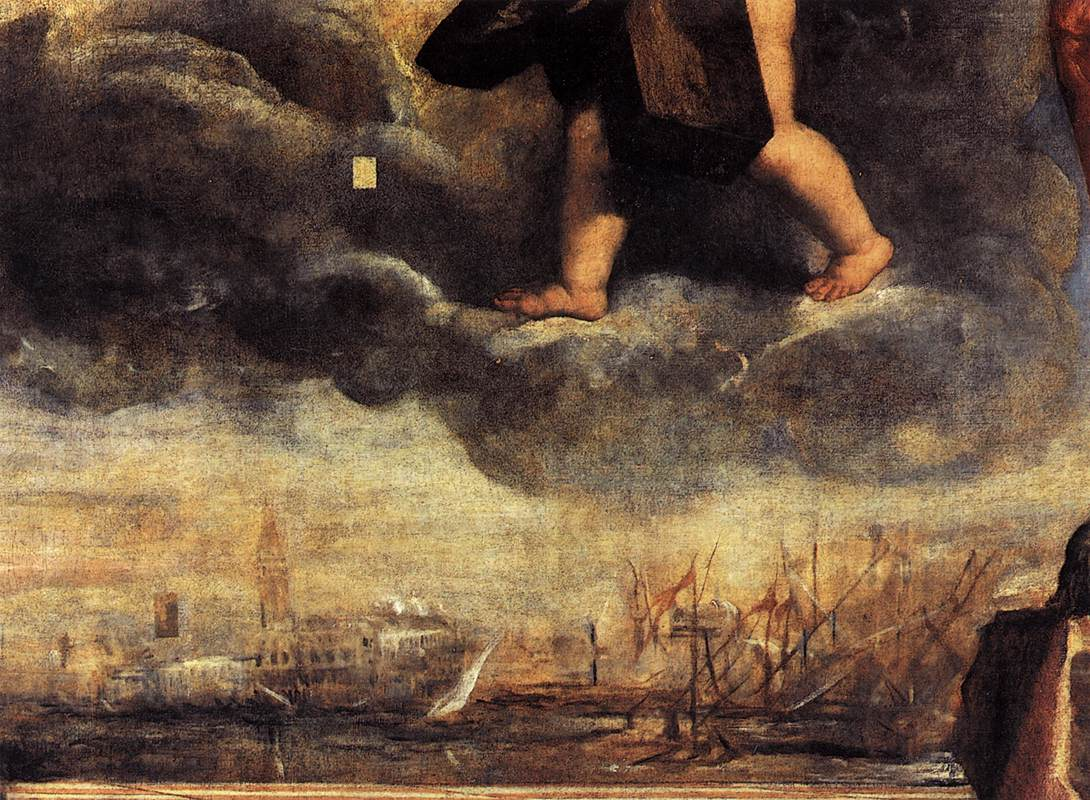
In bassorilievo il paesaggio di Venezia.

Il Doge Antonio Grimani in adorazione davanti alla Fede è un dipinto del pittore veneto Tiziano Vecellio iniziato nel 1555 e completato dal nipote Marco Vecellio nel 1576 dopo la morte del maestro; è conservato nel Palazzo Ducale di Venezia alla Sala delle Quattro Porte come una delle altre opere votive.

## Descrizione e stile
Secondo la tradizione e la legge, ogni doge governante doveva commissionare la sua immagine durante il suo regno. Il dipinto è eccezionale sotto questo aspetto perché è stato ordinato dal Consiglio dei Dieci anni dopo la morte del Doge, la cui regola era troppo breve per avere il tempo di adempiere l'obbligo.
La scena raffigura il doge Antonio Grimani inginocchiato davanti all'allegoria della fede e indirettamente all'allegoria di Venezia; a sinistra la presenza di San Marco evangelista il patrono della città e in fondo un paesaggio di Venezia.